# Potencial de Pöschl-Teller
Em física matemática, um potencial de Pöschl-Teller, em homenagem aos físicos Herta Pöschl e Edward Teller, é uma classe especial de potenciais para os quais a equação de Schrödinger unidimensional pode ser resolvida em termos de funções especiais.

## Definição
Na sua forma simétrica sua definição é explicitamente dada por
{\displaystyle V(x)=-{\frac {\lambda (\lambda +1)}{2}}\mathrm {sech} ^{2}(x)}
e as soluções da equação de Schrödinger independente do tempo
{\displaystyle -{\frac {1}{2}}\psi ''(x)+V(x)\psi (x)=E\psi (x)}
com este potencial pode ser encontrado em virtude da substituição {\displaystyle u=\mathrm {tanh(x)} }, que produz
{\displaystyle \left[(1-u^{2})\psi '(u)\right]'+\lambda (\lambda +1)\psi (u)+{\frac {2E}{1-u^{2}}}\psi (u)=0}.
Assim as soluções  {\displaystyle \psi (u)} (são apenas as funções de Legendre {\displaystyle P_{\lambda }^{\mu }(\tanh(x))} com {\displaystyle E={\frac {-\mu ^{2}}{2}}}, e {\displaystyle \lambda =1,2,3\cdots }, {\displaystyle \mu =1,2,\cdots ,\lambda -1,\lambda }.  Além disso, os autovalores e os dados de espalhamento podem ser explicitamente computados
No caso especial do inteiro {\displaystyle \lambda }, o potencial é sem reflexão e tais potenciais também surgem como as soluções de sóliton N da equação de Korteweg-de Vries.
A forma mais geral do potencial é dada por
{\displaystyle V(x)=-{\frac {\lambda (\lambda +1)}{2}}\mathrm {sech} ^{2}(x)-{\frac {\nu (\nu +1)}{2}}\mathrm {csch} ^{2}(x).}